# パウロ教会
座標: 北緯50度06分40秒 東経8度40分51秒 / 北緯50.11111度 東経8.68083度

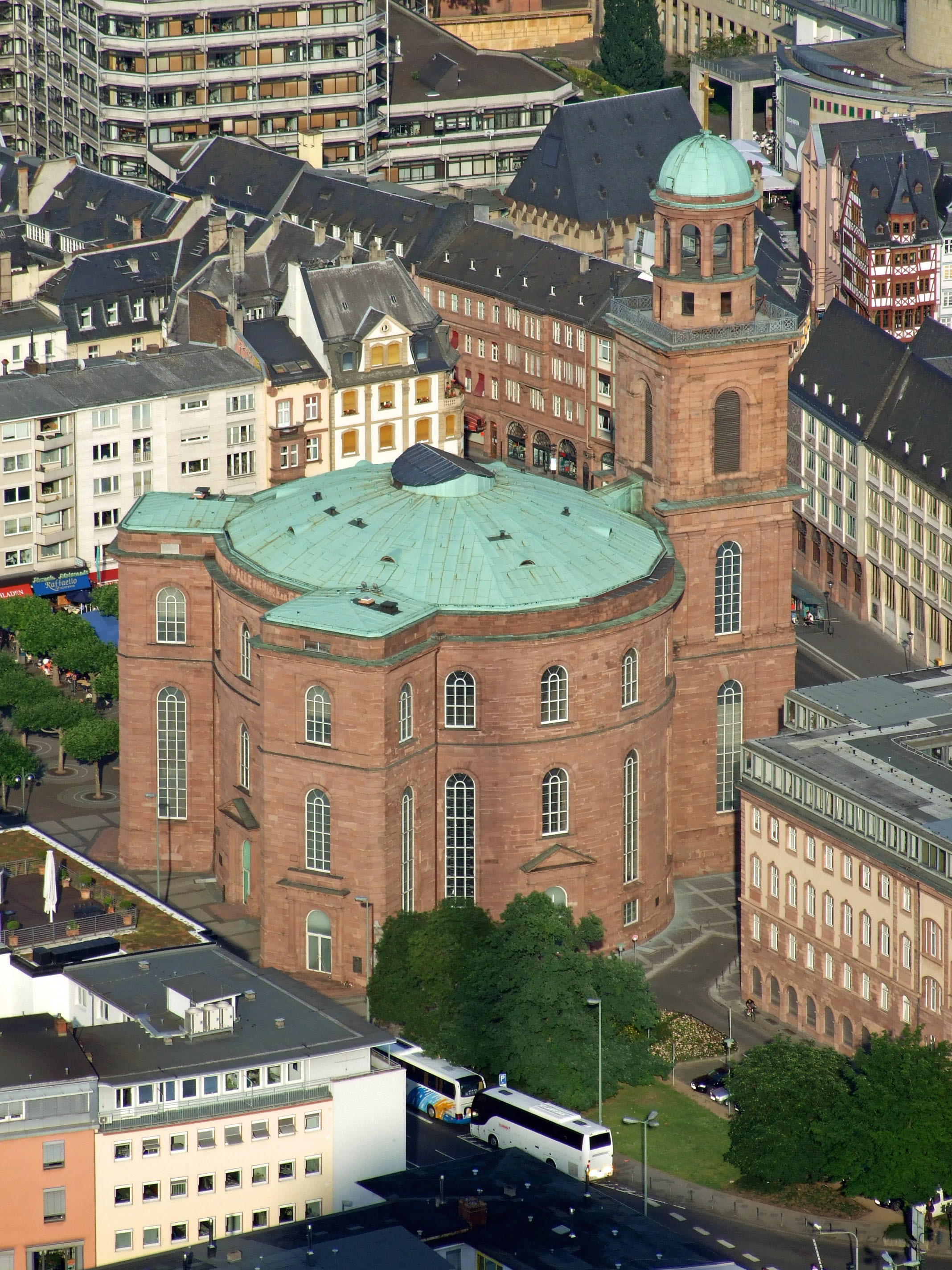
パウロ教会

パウロ教会（パウロきょうかい）とは、ドイツ、フランクフルト・アム・マイン (Frankfurt am Main) 中心部にあるプロテスタント教会である。日本語でパウルス教会と書くこともある。
1848年5月に「憲法制定ドイツ国民議会」が開かれた。